# Сельское поселение Камешниковское
Сельское поселение Камешниковское — упразднённое сельское поселение в составе Шекснинского района Вологодской области.
Центр — деревня Камешник.
Образовано 1 января 2006 года в соответствии с Федеральным законом № 131 «Об общих принципах организации местного самоуправления в Российской Федерации».
В состав сельского поселения вошёл Камешниковский сельсовет.
Законом Вологодской области от 1 июня 2015 года № 3671-ОЗ, были преобразованы, путём их объединения, сельские поселения Ершовское, Камешниковское и Раменское — в сельское поселение Ершовское с административным центром в деревне Ершово.
По данным переписи 2010 года население — 228 человек.

## География
Расположено на северо-западе района. Граничит:
- на юге с сельским поселением Ершовское,
- на востоке с сельским поселением Раменское и Талицким сельским поселением Кирилловского района (граница проходит по Шекснинскому водохранилищу),
- на севере с Алёшинскоим сельским поселением Кирилловского района,
- на западе с Воскресенским и Ягановским сельскими поселениями Череповецкого района.

По территории поселения с юго-запада на северо-восток протекает река Ковжа, все населённые пункты расположены на её берегах.

## Населённые пункты
В 1999 году был утверждён список населённых пунктов Вологодской области. С тех пор состав Камешниковского сельсовета не изменялся.
В состав сельского поселения входило 7 деревень.
| Населённый пункт  | ОКАТО          | Рег. номер | Расстояние до районного центра, км | Расстояние до центра поселения, км | Координаты                      |
| ----------------- | -------------- | ---------- | ---------------------------------- | ---------------------------------- | ------------------------------- |
| деревня Березник  | 19 258 820 002 | 8040       | 56                                 | 1                                  | 59°33′13″ с. ш. 38°21′28″ в. д. |
| деревня Дерягино  | 19 258 820 003 | 8041       | 57                                 | 2                                  | 59°32′44″ с. ш. 38°20′47″ в. д. |
| деревня Задняя    | 19 258 820 004 | 8042       | 60                                 | 5                                  | 59°31′32″ с. ш. 38°19′37″ в. д. |
| деревня Каликино  | 19 258 820 005 | 8043       | 50                                 | 4                                  | 59°32′04″ с. ш. 38°20′39″ в. д. |
| деревня Камешник  | 19 258 820 001 | 8039       | 55                                 | —                                  | 59°33′39″ с. ш. 38°22′08″ в. д. |
| деревня Киргоды   | 19 258 820 006 | 8044       | 57                                 | 2                                  | 59°34′18″ с. ш. 38°23′01″ в. д. |
| деревня Устьяново | 19 258 820 007 | 8045       | 63                                 | 8                                  | 59°30′47″ с. ш. 38°16′42″ в. д. |